# Kei x Yaku: Gefährliche Partner
Kei x Yaku: Gefährliche Partner (jap. ケイ×ヤク －あぶない相棒－ Kei x Yaku: Abunai Aibō) ist eine Mangaserie von Yoshie Kaoruhara, die seit 2019 in Japan erscheint. Die Geschichte über die Beziehung zwischen einem Polizisten und einem Yakuza-Anführer ist ins Genre Boys Love einzuordnen und wurde unter anderem ins Deutsche übersetzt. 2022 kam in Japan eine Adaption als Dorama heraus. 

## Inhalt
Der 28 Jahre alte Ermittler Ichiro Kunishita arbeitet bei der Tokioter Polizei. Der gutaussehende junge Mann arbeitet gewissenhaft und macht auf seine Kollegen einen ernsthaften und geradlinigen Eindruck. Das Verschwinden seiner Kollegin Rion Nakaba führen ihn zum charismatischen Anführer einer Yakuza-Gruppe, Shiro Hanabusa. Denn Kunishitas ältere Kollegin ist zugleich dessen Schwester. Eigentlich soll er diesen alten Fall ruhen lassen, doch sein Chef hat Kunishita auf Hanabusa angesetzt. Er soll dessen Affären mit Männern ausnutzen, erfährt dabei aber von der gemeinsamen Verbindung zu Nakaba. Hanabusa hatte sich ursprünglich nur der Yakuza angeschlossen, um seine Schwester wiederzufinden. Mit einem gemeinsamen Ziel vor Augen tun sich die beiden zusammen. Um dabei nicht zu sehr aufzufallen, geben sie sich als Liebespaar aus. Das verursacht jedoch weitere Konflikte. Denn Hanabusa ist in der Unterwelt vernetzt und hatte auch Affären mit Politikern.

## Veröffentlichung
Die Serie startete am 18. Januar 2019 im Online-Magazin Palcy von Kōdansha. Der Verlag bringt die Kapitel seit Februar 2020 auch in bisher 13 Sammelbänden heraus (Stand Juni 2025). Bei Planet Manga erscheint seit August 2024 eine deutsche Fassung in bisher fünfsechsBänden (Stand Juni 2025), übersetzt von Samira Rafiq. Beim gleichen Verlag wird die Serie in Italien als Kei x Yaku – Dangerous Buddy herausgegeben. Eine englische Fassung unter dem Titel Kei x Yaku: Bound by Law erscheint beim amerikanischen Ableger von Kodansha.

## Adaption als Dorama
Eine Umsetzung als Dorama für das japanische Fernsehen entstand bei den Firmen Geek Pictures und Yoshimoto Kogyo Company. Die Drehbücher schrieben Masaaki Sakai, Hayato Miura, Keiko Kanome und Masue Ogawa. Die Regie lag bei Takafumi Hatano, Masatoshi Kurakata, Takashi Hidaka und Tatsuya Shiraishi. Die Hauptrollen übernahmen Nobuyuki Suzuki als Ichiro Kunishita und Atsuhiro Inukai als Shiro Hanabusa. Die Musik komponierte Ryo Noguchi und für den Schnitt war Chihiro Aiba verantwortlich. Es entstanden zehn Folgen mit je 45 Minuten Laufzeit. Diese wurden ab dem 13. Januar 2022 von Nippon TV in Japan gezeigt. Die Serie wurde auch auf Bilibili veröffentlicht.